# Línea 158 (EMT Madrid)
La línea 158 de la EMT de Madrid une la Plaza de España con la Glorieta de Los Cármenes, en el distrito madrileño de Latina, atravesando el barrio de Puerta del Ángel.

## Características
Esta línea fue puesta en servicio el 1 de diciembre de 2024. Procede de la antigua concesión VCM-500 Madrid - Huerta de las Castañedas, prestada por la empresa Autobuses Prisei. Heredó el recorrido de la línea interurbana 500.

### Frecuencias
| Lunes a viernes laborables |               |
| De 6:00 a 7:00             | 7-14 minutos  |
| De 7:00 a 10:00            | 7-11 minutos  |
| De 10:00 a 19:00           | 10-11 minutos |
| De 19:00 a 23:00           | 10-20 minutos |
| Sábados laborables         |               |
| De 6:00 a 10:00            | 12-20 minutos |
| De 10:00 a 20:00           | 12 minutos    |
| De 20:00 a 23:00           | 12-15 minutos |
| Domingos y festivos        |               |
| De 7:00 a 9:00             | 15-20 minutos |
| De 9:00 a 23:00            | 12-15 minutos |

## Recorrido y paradas

### Sentido Los Cármenes
| Código | Parada                                       | Común con                   | Conexiones con Metro y Cercanías |
| ------ | -------------------------------------------- | --------------------------- | -------------------------------- |
| 1747   | Plaza de España-Terminal                     |                             | Plaza de España                  |
| 854    | Plaza de España                              | 3 25 39 46 74 75 138 148 C2 | Plaza de España                  |
| 599    | Jardines de Sabatini                         | 25 39 46 62 75 138 C2       |                                  |
| 601    | Cuesta de San Vicente                        | 25 39 46 62 75 138 C2       |                                  |
| 603    | Príncipe Pío                                 | 25 39 46 62 75 138 C2       | Príncipe Pío                     |
| 4070   | Glorieta de San Vicente                      | 25 39 62 138 C2             | Príncipe Pío                     |
| 608    | Puente de Segovia                            | 25 33 39 138                |                                  |
| 871    | Puente de Segovia-Paseo de Extremadura       | 31 33 36 39 65              |                                  |
| 873    | Puerta del Ángel                             | 31 33 36 39 65              | Puerta del Ángel                 |
| 10774  | Guadarrama-Grandeza Española                 |                             |                                  |
| 10775  | Guadarrama-Paseo de los Jesuitas             |                             |                                  |
| 10776  | Galiana-Cerro Bermejo                        |                             |                                  |
| 10777  | Paseo de los Jesuitas-Agila                  |                             |                                  |
| 51114  | Paseo de los Jesuitas-Salvador Crespo        |                             |                                  |
| 10779  | Paseo de los Olivos-Costanilla de los Olivos |                             |                                  |
| 10780  | Paseo de los Olivos-Avenida de los Apóstoles |                             |                                  |
| 10781  | Huerta de Castañeda-Paseo de los Olivos      |                             |                                  |
| 2255   | Higueras                                     | 31 36 39 65                 |                                  |
| 5559   | Lucero                                       | 31 39                       | Lucero                           |
| 2259   | Achicoria                                    | 31 39                       |                                  |
| 5094   | Laguna                                       | 31 55 119                   | Laguna                           |
| 2555   | Los Cármenes                                 | 55 119                      |                                  |

### Sentido Plaza de España
| Código | Parada                                    | Común con             | Conexiones con Metro y Cercanías |
| ------ | ----------------------------------------- | --------------------- | -------------------------------- |
| 15695  | Los Cármenes                              |                       |                                  |
| 2262   | Laguna                                    | 31 55 119             | Laguna                           |
| 2260   | Achicoria                                 | 31 39                 |                                  |
| 2258   | Lucero                                    | 31 39                 | Lucero                           |
| 10790  | Jaraíz de la Vera-Higueras                |                       |                                  |
| 51111  | Vicente Camarón-Huerta Castañeda          |                       |                                  |
| 51112  | Vicente Camarón-Avenida Apóstoles         |                       |                                  |
| 51113  | Vicente Camarón-Costanilla de los Olivos  |                       |                                  |
| 10794  | Paseo de los Olivos-Plaza Salvador Crespo |                       |                                  |
| 10795  | Paseo de los Olivos-María del Carmen      |                       |                                  |
| 10796  | María del Carmen-Campillo                 |                       |                                  |
| 10797  | María del Carmen-Jaime Tercero            |                       |                                  |
| 10798  | Galiana-Pericles                          |                       |                                  |
| 10799  | Paseo de los Jesuitas-Santa Úrsula        |                       |                                  |
| 10900  | Santa Úrsula-Antonio Zamora               |                       |                                  |
| 874    | Puerta del Ángel                          | 31 33 36 39 65        | Puerta del Ángel                 |
| 872    | Puente de Segovia-Paseo de Extremadura    | 31 33 36 39 65 138    |                                  |
| 609    | Puente de Segovia                         | 25 33 39 41 62 138 C1 |                                  |
| 607    | Príncipe Pío-Campo del Moro               | 25 33 39 41           | Príncipe Pío                     |
| 5246   | Cuesta de San Vicente                     | 25 39 46 62 75 138 C1 |                                  |
| 742    | Jardines de Sabatini                      | 25 39 46 62 75 138 C1 |                                  |
| 855    | Plaza de España                           | 3 25 39 46 75 148     | Plaza de España                  |
| 1747   | Plaza de España-Terminal                  |                       | Plaza de España                  |